# Straník

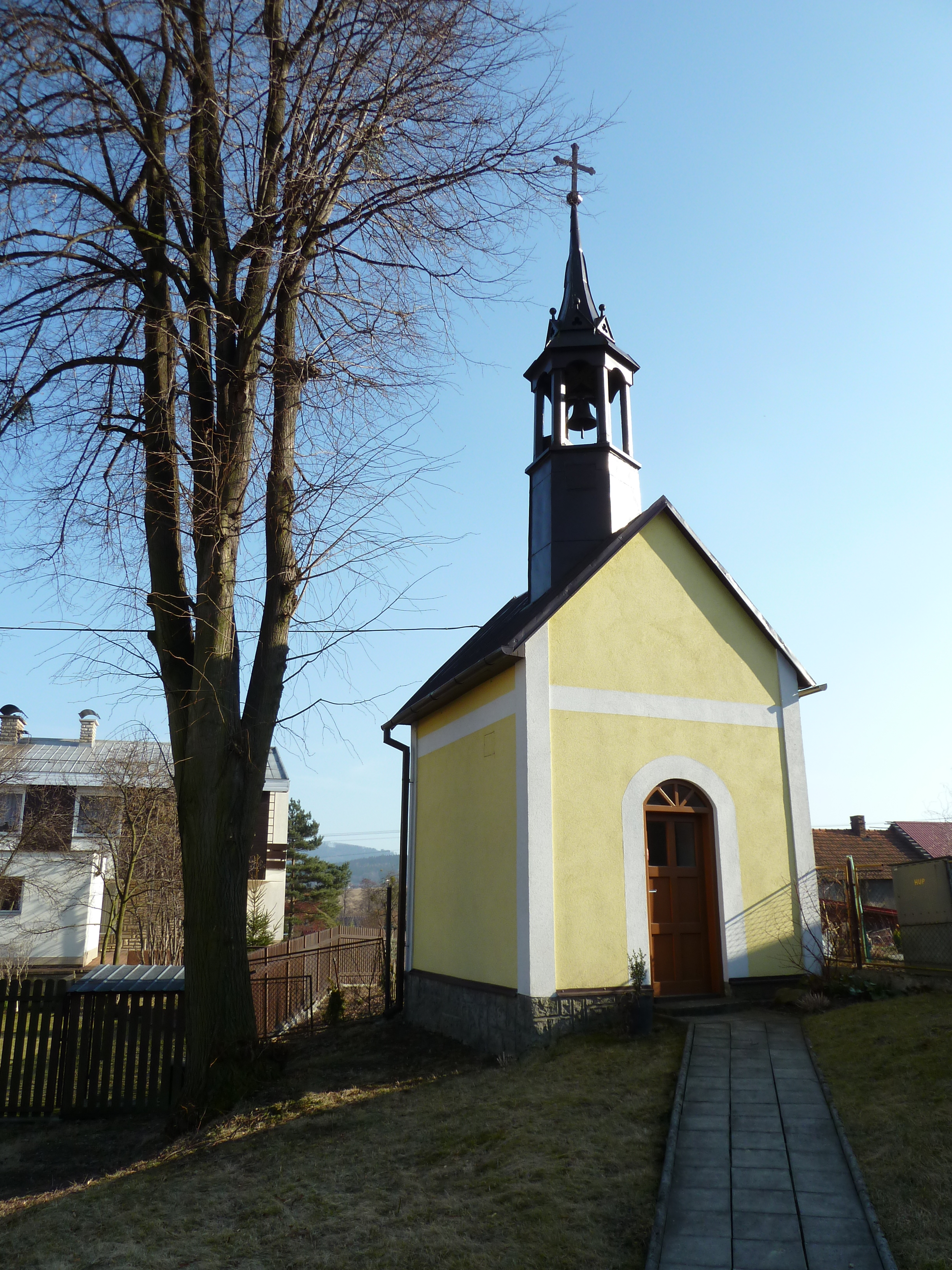
jedna ze dvou kaplí v obci

Straník je jednou z místních částí Nového Jičína. První písemné zmínky o obci pocházejí z roku 1408.

## Historie obce

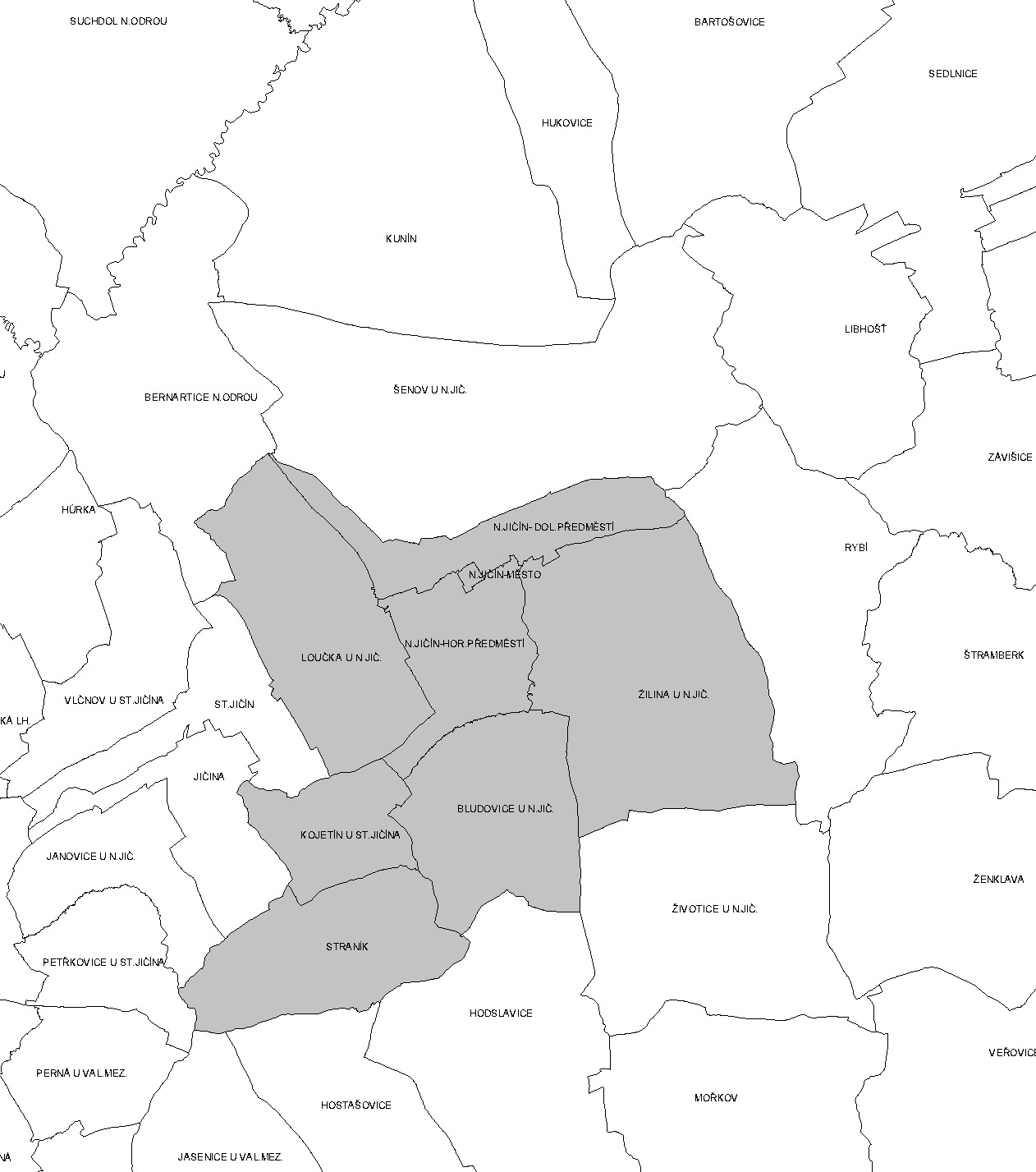
Katastrální území Nového Jičína

Obec patřila Starojičínskému panství. Do roku 1867 chodily děti do školy do nedalekých Hostašovic, poté již do nově vybudované školy přímo ve Straníku. Dne 1. ledna 1979 se Straník připojil k Novému Jičínu.

## Geologie
Na území Straníku se nachází přírodní památka Polštářové lávy ve Straníku, kterou tvoří vulkanické horniny těšinitové struktury.